# Bielsteinklippe (Wernigerode)
Die Bielsteinklippe ist eine Felsformation im Harz in Sachsen-Anhalt, die bei Sportkletterern auch unter dem Namen Silberwand bekannt ist.
Die zum Klettern freigegebene Klippe befindet sich am Berg Bielstein nordwestlich des Ortsteils Hasserode der Stadt Wernigerode. Unterhalb der Klippe führt die Bielsteinchaussee zur Steinernen Renne.
Der Name verweist möglicherweise auf den angeblichen germanischen Gott Biel, dessen tatsächliche historische Verehrung jedoch umstritten ist. 
Koordinaten: 51° 49′ N, 10° 43′ O